# Zimirina cineris
Espèce
Zimirina cineris est une espèce d'araignées aranéomorphes de la famille des Prodidomidae.

## Distribution
Cette espèce est endémique de Tenerife aux îles Canaries en Espagne,. Elle se rencontre sur le Teide.

## Description
La femelle holotype mesure 3,34 mm.

## Systématique et taxinomie
Cette espèce a été décrite par Cooke en 1964.

## Publication originale
- Cooke, 1964 : « A revisionary study of some spiders of the rare family Prodidomidae. » Proceedings of the Zoological Society of London, vol. 142, no 2, p. 257-305.